# 小泰萊克

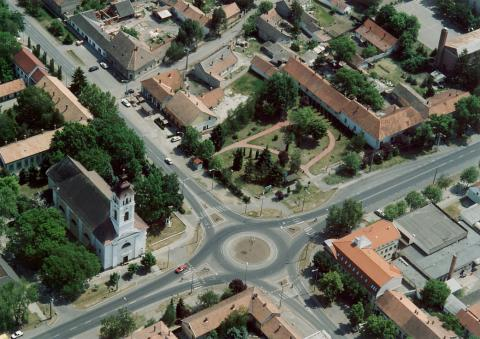

小泰萊克是匈牙利的城鎮，位於該國南部，由瓊格拉德州負責管轄，面積69.19平方公里，鎮上有地熱能發電廠，2011年人口7,100，其中約八成居民信奉天主教。
46°28′23″N 19°58′48″E / 46.473°N 19.980°E